# Scharbat

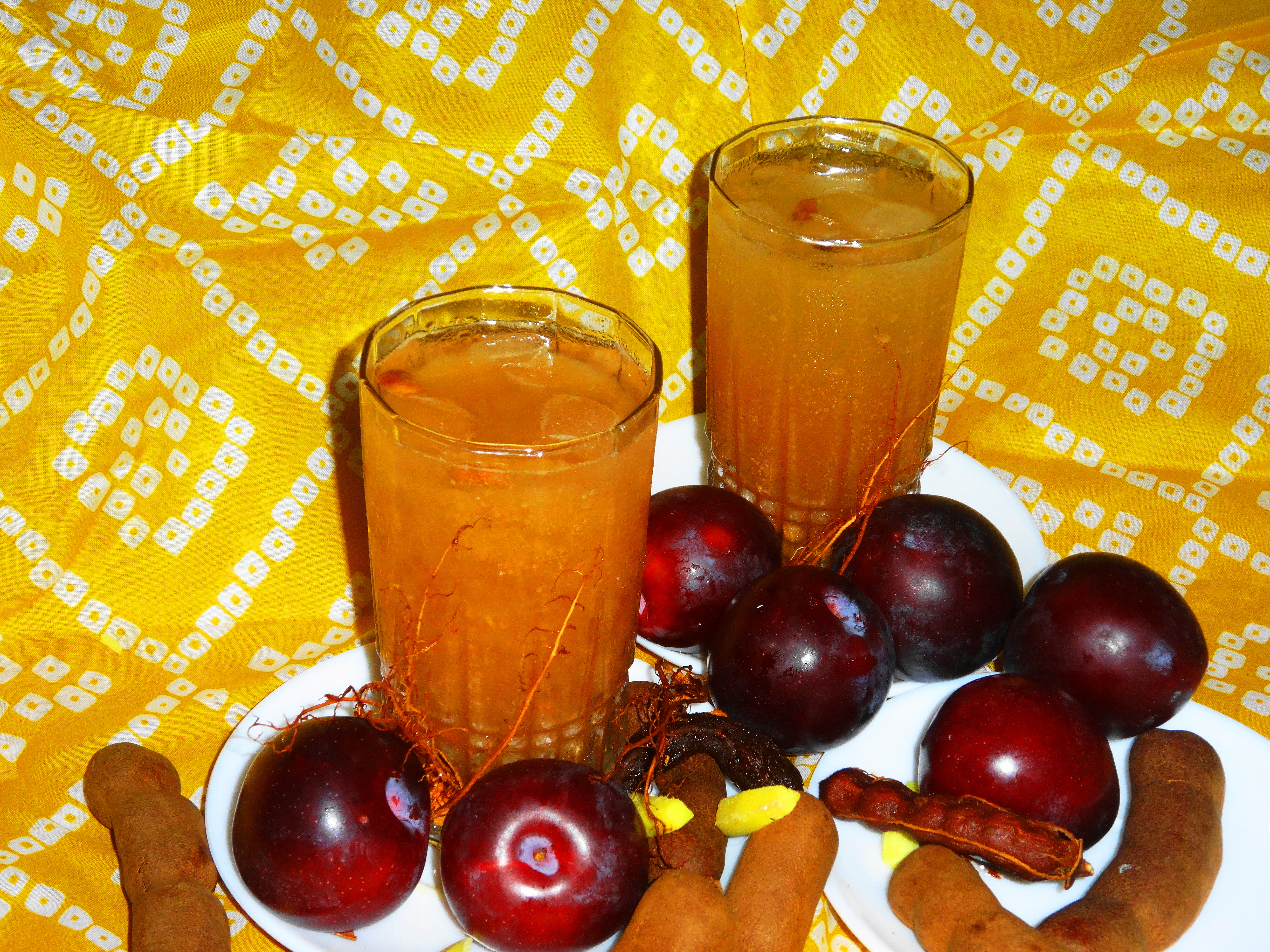
Şərbət aus der Tamarinde mit Pflaumen

Şərbət ist ein in Westasien, Indien und Indonesien verbreitetes Getränk, welches aus Früchten oder Blütenblättern hergestellt wird. Es kann in konzentrierter Form mit einem Löffel verzehrt oder mit Wasser verdünnt getrunken werden. Üblicherweise wird es gekühlt serviert.
Häufige Zutaten sind Basilikum, Rosenwasser, frische Rosenblätter, Sandelholz, Bengalische Quitte, Hibiskus, Zitrone, Orange, Mango, Ananas, Sternbüsche und Chiasamen.
Şərbət wird von iranischen, indischen, türkischen, bosnischen, arabischen, afghanischen, pakistanischen, sri-lankischen und bengalischen Muslimen konsumiert, wenn diese beim Ramadan ihr tägliches Fasten brechen.

## Herkunft
Der Begriff Şərbət leitet sich vom persischen Sharbat ab und bedeutet gefrorenes Fruchtgetränk. Eine weitere Ableitung des Wortes könnte auch von dem Wort Shariba stammen, welches um zu trinken bedeutet. Im späten Mittelalter kam das arabische Wort sharāb (شراب) und die Alternativform sharbāt (شربات), was „alkoholisches Getränk“ bedeutet, dazu. Die persische und die türkische Form sharbat (شربت) bzw. şerbet bedeuten „ein süßes nichtalkoholisches Getränk“.

## Geschichte
Es wird angenommen, dass Şərbət aus Persien stammt. Die Ursprünge von Erfrischungsgetränken liegen in der Herstellung von Getränken mit Fruchtgeschmack. In der Blütezeit des Islams wurde eine Vielzahl an Erfrischungsgetränken mit einem Fruchtgeschmack, wie Şərbət, häufig getrunken. Gesüßt wurden diese Getränke unter anderem mit Zucker, Sirup und Honig. Weitere oft verwendete Zutaten waren Mandeln, Zitrone, Apfel, Granatapfel, Tamarinde, Jujube, Rhus, Moschus, Minze und Eis. Getränke aus dem nahen Osten wurden später im europäischen Mittelalter populär, wo es auch „Sirup“ genannt wurde.
Im Kanon der Medizin des persischen Schriftstellers Avicenna aus dem 11. Jahrhundert sind mehrere Sirupe aufgeführt.
Şərbət wurde im 16. Jahrhundert von den Moguln nach Indien gebracht. Es wurde auf dem indischen Subkontinent von Babur populär gemacht. Dieser hat regelmäßig Eis aus dem Himalaya geschickt, um das Getränk gekühlt zu servieren.
Die erste westliche Erwähnung von Şərbət war 1577 in Italien. Francesco I. de’ Medici forderte das Rezept eines Getränkes an, „was die Türken trinken“. Şərbət kam als Sorbetto nach Italien, was später im französischen zu Sorbet wurde.
Im 17. Jahrhundert begann England mit dem Import von „Sorbetpulver“. Es bestand aus getrockneten Früchten und mit Zucker vermischten Blumen. Auch in der Neuzeit ist Sorbetpulver in Großbritannien immer noch beliebt. Der englische Schriftsteller George Sandys, welcher im Nahen Osten unterwegs war, schrieb über „verschiedene Sorbets [...] einige aus Zucker und Zitronen, einige aus Veilchen und dergleichen“. Als man in Europa herausfand, wie man Sorbet einfriert, begann man mit der Herstellung von Sorbet durch Zugabe von Fruchtsäften und Aromen. Heutzutage ist Sorbetpulver auch besser bekannt als Brausepulver. In den USA bezeichnet man Sorbet im Allgemeinen als Eismilch. Dort enthielten die frühen Rezepte Gelatine, Eischnee, Sahne und Milch.
Traditionell wurde Şərbət aus Guarapo (Zuckerrohrsaft) herstellt. In der heutigen Zeit wird aber üblicherweise Zucker und Wasser verwendet. Manchmal wird Limette beigemischt, um die Konsistenz und den Geschmack zu verbessern.

## Verschiedene Sorten

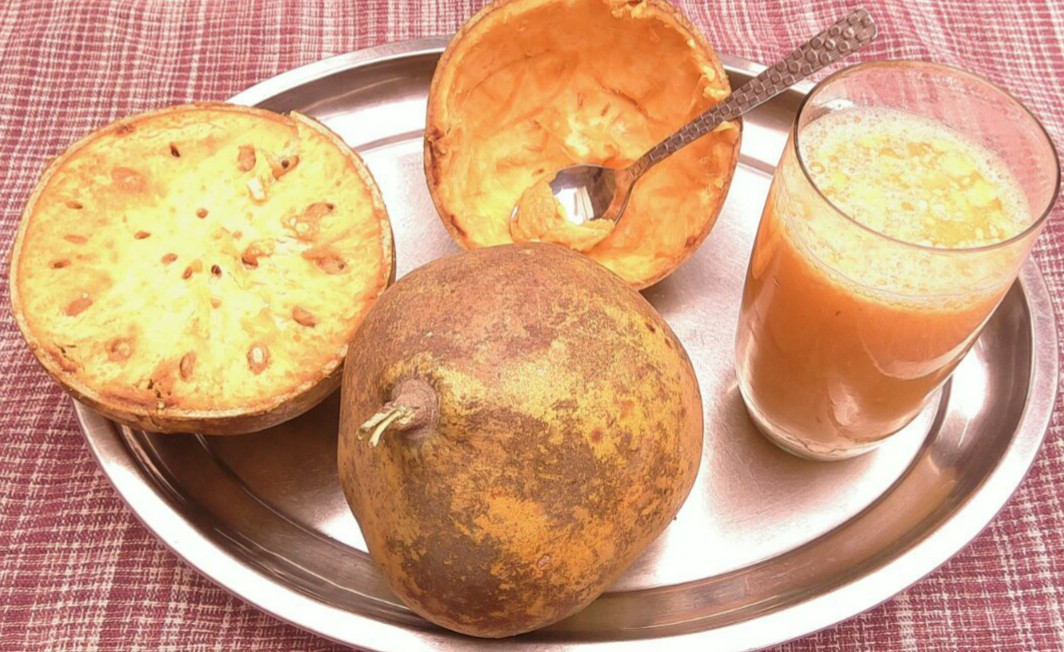
Bael Ka Sharbat aus Indien

In den muslimischen Ländern ist Şərbət aus der Tamarinde ein beliebtes alkoholfreies Getränk, welches üblicherweise im Ramadan zubereitet wird. In der Türkei wird Tamarindensorbet (demirhindi şerbeti) mit Nelken, Kardamom, frischem Ingwer, einer Zimtstange, Honig, Salbei und getrocknetem Lindenblüten aromatisiert. In Pakistan wird Tamarindensorbet (imli) mit getrockneten Pflaumen (aaloo bukhara) serviert.
Şərbət aus Mandeln ist wahrscheinlich persischen Ursprungs und kann mit Kardamom und Kewra gewürzt werden. Optional können noch Milch, Safran Moschus oder Melonensamen hinzugefügt werden.
In Indien ist der sogenannte Holzapfel-Şərbət (bael ka sharbat) verbreitet. Dieser kann mit Salz, Pfeffer, Minze, Zucker und Zitronensaft gewürzt werden. Es ist eines der beliebtesten Getränke Indiens und wurde 1894 im Landschaftsblatt von New South Wales (Agricultural Gazette of New South Wales) diskutiert. Eine weitere Variante des indischen Şərbət besteht aus Sandelholzpulver und gezuckerter Milch.